# Лов (Морнарички истражитељи: Лос Анђелес)
Епизода Лов је 22. епизода 1. сезоне серије "МЗИС: Лос Анђелес". Премијерно је приказана 11. маја 2010. године на каналу ЦБС.

## Опис
Сценарио за епизоду је писао Кори Милер, а режирао ју је Стивен Депол.
Екипа је у потрази за главом терористичке организације одговорне за отмицу Дома Вејла који је побегао током хапшења војске. Екипа ОСП-а се бори да се помири са Домовом трагичном смрћу, а Хети размишља о наставку рада као управника операција ОСП-а.
У овој епизоди се појављује директор Леон Венс. 

## Ликови

### Из серијеМЗИС: Лос Анђелес
- Крис О’Донел као Гриша Кален
- Питер Камбор као Нејт Гејц
- Данијела Руа као Кензи Блај
- Берет Фоа као Ерик Бил
- Линда Хант као Хенријета Ленг
- Џејмс Тод Смит као Семјуел Хана

### Из серијеМЗИС
- Роки Керол као Леон Венс